# 夢屋書店
夢屋書店（ゆめやしょてん）は、ユニー株式会社がGMS店舗内で運営する書籍コーナーのショップブランドである。かつては同社の関連事業本部内の夢屋書店事業部が運営していたが、事業部廃止とともにユニー本社の住関部に移管された。かつては同社のフランチャイズとして株式会社新進も夢屋書店の運営を行っていた。

## 概要
「文化の遊園地」をキャッチフレーズに雑誌を中心とした書籍を販売し、一部のアピタ・ピアゴ店内の書籍コーナーとして出店している。2016年（平成28年）4月時点で、愛知県・静岡県・岐阜県など東海地方を中心に直営57店を展開していた。かつてはフランチャイズ店およびロードサイド型単独店も存在し、甚目寺店と焼津店などでは、CD･DVDのレンタルも行っていた。
2016年（平成28年）、ユニー株式会社の構造改革に伴い、夢屋書店の事業を縮小。直営店舗の6割の運営を書籍取り次ぎ大手「日本出版販売」のグループ企業、株式会社Y・spaceに移管してテナント方式とし、同年5月以降に移管した店舗は店名を「えみたす」と変えて運営を行っていたが、2023年10月、Y・spaceを含めた日販グループ4社が合併し2024年1月現在はNICリテールズ株式会社が運営を行っている。

## 沿革
- 1985年（昭和60年）11月25日 - 岡崎市三崎町[3]に1号店岡崎店開店[4]。
- 1987年（昭和62年）
  - 1月21日 - 事業部化
  - 7月6日 - 名古屋市北区丸新町にFC1号店のポートナイン夢屋を開店。岐阜の國六グループのK&Rが運営していた[5][6]。オートバイの販売も行っていた[7]。
- 2010年9月 - 食品スーパー内に出店する小型店舗の1号店をピアゴ福釜店内に開店[8]。
- 2016年（平成28年）
  - 5月21日 - 書店事業縮小、一部の店舗を他社移管順次開始
  - 8月21日 - 事業部廃止

## 店舗

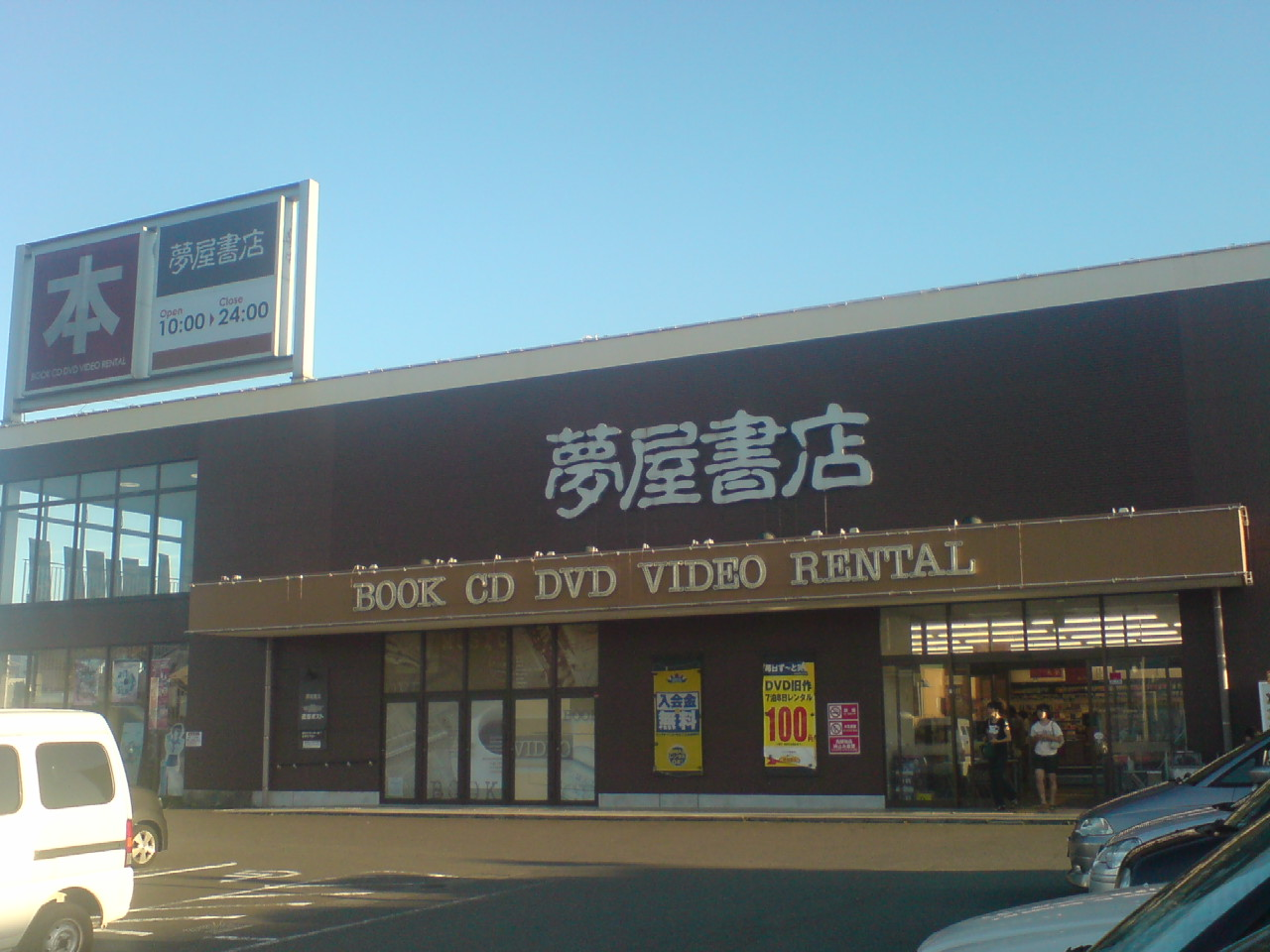
夢屋書店焼津店店舗外観（えみたす改装前）

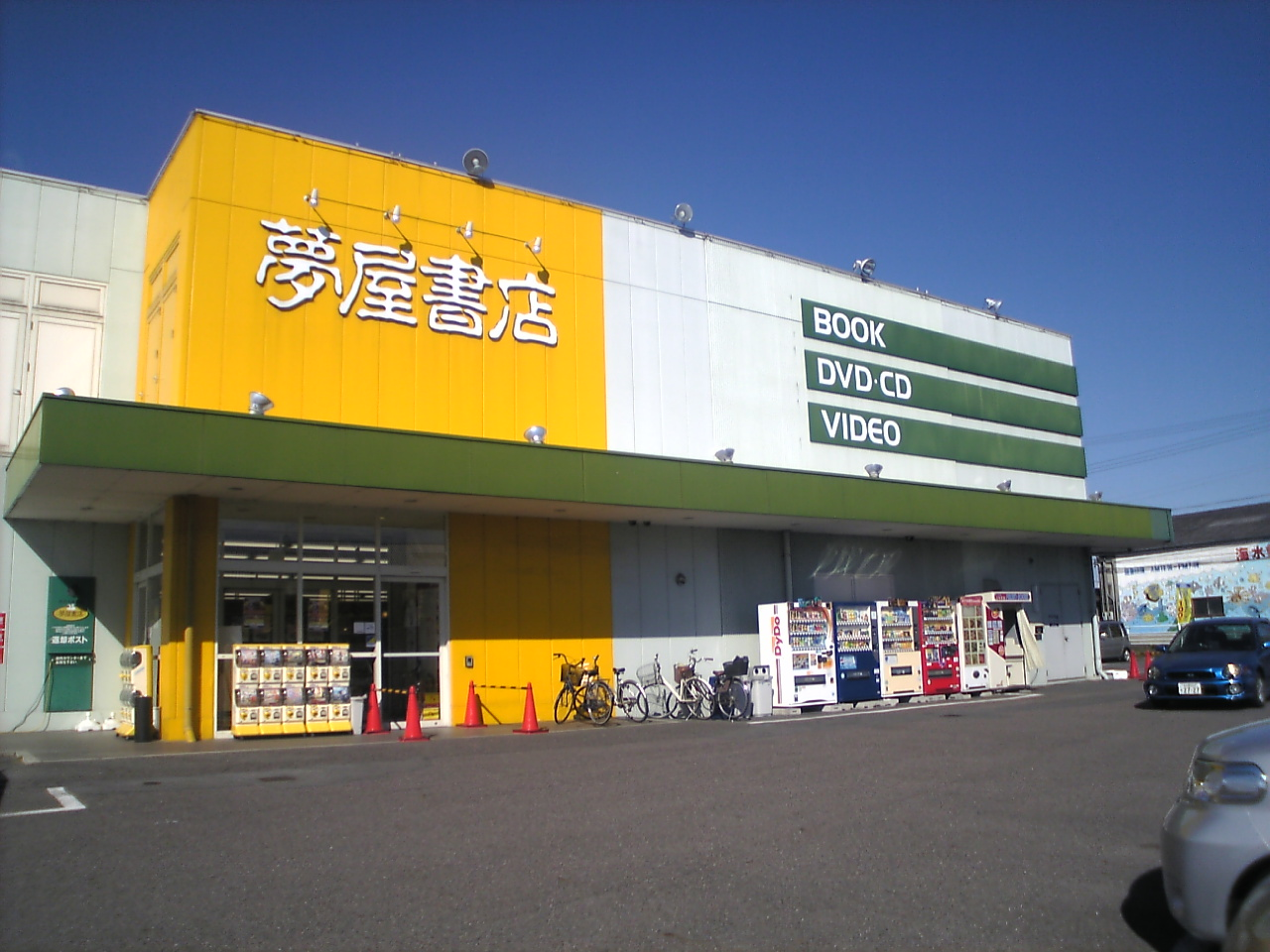
店舗例（夢屋書店小牧西店-2012年8月閉店済）

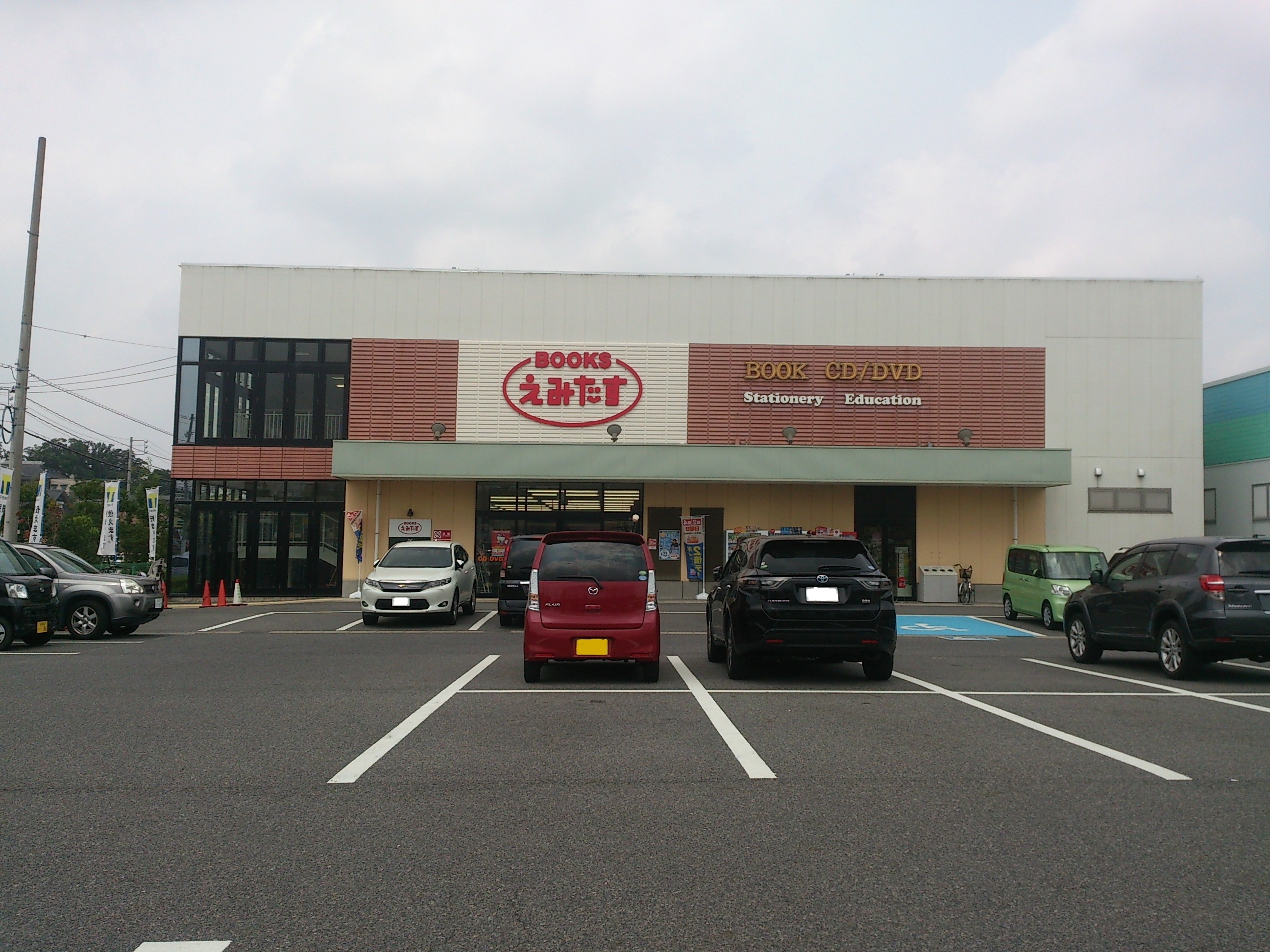
えみたす長久手店外観

### テナント店
| - 中村※ - 鳴海※ - 植田※ - アラタマ - 守山 - 勝幡 - 稲沢東※ - 一宮 → 7月15日、くまざわ書店に譲渡 - 尾西※ - 江南 - 江南西※ - 布袋 - 八釼※ - 瀬戸※ - 豊田元町※ - 福釜※ - 安城南※ - 西尾※ - 幸田 | - 吉良※ - 碧南※ - 大府※ - 太田川※ - 新城 - 多治見 - 可児※ - 御嵩※ - 飛騨高山 - 鈴鹿※ - 嬉野 - 水口 - 今崎 - 大和郡山※ - 西大和※ - 飯田 - 高森※ - 浜北※ - 静岡※ | - 富士吉原※ - 香貫※ - 榛原※ - 浜松泉町※ - 初生 - 田富 - 石和 - 金沢※ - 白山 - 館林 - 伊勢崎東 - 吹上 - 桶川※ - 君津※ - 戸塚※ - 大口※ |

以上、2016年（平成28年）5月までの直営店。
※印、同月以降の移管店（現･えみたす店）

### フランチャイズ店
本の王国を展開する株式会社新進が1995年（平成7年）から2016年（平成28年）3月末まで数店舗を運営。いずれも路面店。

### 過去に存在した独立店舗
- 岡崎三崎町（1号店） - 1985年11月25日開店[4]
- 一宮妙興寺（2号店[9]）
- 豊橋向山（3号店[10]） - 喫茶店を併設した店舗で、喫茶店併設型としては1号店となる[10]。
- 守山
- 大府共和
- 中村公園
- 小牧文化センター（7号店） - 1988年11月18日開店[11]。現在はビデオ合衆国USV。
- 豊田丸山町
- 鵜沼（建物解体後、跡地は現在スズキアリーナ鵜沼）
- 大治 - 1988年3月開店[7]。
  - オープン時ボディーソニック(無料で衛星放送やCDを視聴でき、体で音を感じることができる椅子)が設置されていた[7]。
- 扶桑（現在はゲオが入居）

- 阿久比
  - （2009年（平成21年）1月20日に閉店）

- 岡崎大樹寺
  - （2010年（平成22年）5月31日に閉店）
- 初生
  - （2010年（平成22年）7月31日に閉店）
- 瀬戸水野
  - （2011年（平成23年）1月30日に閉店）

- 小牧西
  - （2012年（平成24年）8月31日に閉店）
- 知立宝町
  - （2012年（平成24年）9月16日に閉店）
- 西春
  - （2013年（平成25年）11月10日に閉店）
- 尾西
  - （2014年（平成26年）10月31日に閉店）

- 豊田若林（新進運営店）
  - （2014年（平成26年）12月31日に閉店）
- 半田（新進運営店）
  - （2015年（平成27年）11月30日に閉店）
- 西尾（新進運営店）
  - （2015年（平成27年）12月6日に閉店）
- 安城（新進運営店）
  - （2016年（平成28年）4月1日「本の王国」にショップブランド変更）

- 知多（新進運営店）
  - （2016年（平成28年）4月1日「本の王国」にショップブランド変更）
- 甚目寺
  - （2016年（平成28年）7月21日「えみたす」にショップブランド変更）
- 長久手
  - （2016年（平成28年）7月21日「えみたす」にショップブランド変更）
- 焼津
  - （2016年（平成28年）8月3日「えみたす」にショップブランド変更）

## 備考
千葉県内には同名の夢屋書店が3店舗あるが、ユニーとフランチャイズ契約しているわけではなく、千葉県市原市に本社がある古物商業者である株式会社ファンクリエイトが独自に運営している、当社とは無関係な書店である。同書店はアダルト系が主体で、アダルトDVD、コミック、ゲーム関連（新品・中古）、金・プラチナ、テレカ、商品券の買取販売などの事業を行っている。